# 정해준
정해준(鄭海駿, 1903년 12월 17일 ~ 1993년 5월 4일)은 대한민국의 국회의원이었다.

## 약력
- 금산공립보통학교 졸업
- 금산간이공립농업학교 졸업
- 경성보성고등보통학교 졸업
- 일본 와세다 대학 정경과 졸업
- 동경문학원 졸업
- 조선일보 학예부장
- 충남모다스회사 지배인
- 대한독립촉성국민회 전국대회의장
- 민족대표외교후원회 선전부차장
- 공업신문사 편집고문
- 대한민국 제헌국회 총선: 제헌 국회의원(전북 금산)

## 역대 선거 결과
|  | 60.95% |

|  | 1.00% |

|  | 3.67% |

## 참고 문헌
- 《대한민국 의정총람》, 국회의원총람발간위원회, 1994년